# Bernd Küster
Bernd Küster (né en 1952) est un historien de l'art allemand.

## Biographie
Küster étudie l'histoire de l'art, la littérature et la philosophie à l'Université de Marbourg et obtient son doctorat en 1979. Par la suite, ses stations professionnelles comprennent Marbourg, Osterholz-Scharmbeck et Brême. De 1991 à 1999, il est directeur de la Galerie d'art de Wilhelmshaven (de) puis directeur du Musée d'État d'art et d'histoire culturelle d'Oldenbourg (de). Depuis 2002, il enseigne au département art/éducation artistique de l'Université d'Osnabrück et est nommé professeur honoraire en 2003. D'août 2009 jusqu'à sa retraite fin décembre 2017, il est directeur du Musée régional de la Hesse à Cassel (de). Il est membre de la Commission historique de Hesse depuis 2015.
Küster écrit de nombreuses monographies d'artistes et catalogues pour des expositions d'art.
En 1987, Küster reçoit le premier prix Otto-Ubbelohde (de) de l'arrondissement de Marbourg-Biedenkopf.

## Publications (sélection)
- Transzendentale Einbildungskraft und ästhetische Phantasie. Zum Verhältnis von philosophischem Idealismus und Romantik. Forum Academicum in der Verlagsgruppe Athenäum, Hain, Scriptor, Hanstein, Königstein/Ts. 1979  (ISBN 3-445-02008-6) (zugleich Dissertation Marburg, Universität, Fachbereich Neuere Deutsche Literatur und Kunstwissenschaft).
- Max Liebermann – ein Malerleben. Ellert & Richter Verlag, Hamburg 1988.
- Georg Müller vom Siel.  (ISBN 3-89995-068-2).
- Hans von Volkmann, Donat Verlag, Bremen 1998.  (ISBN 3-931737-41-1)
- 100 Jahre – 100 Bilder. Merlin-Verlag, Gifkendorf 2009.
- Zeichenheft / Nr. 6. Neue Zeichnungen als Hommage an Ludwig Emil Grimm und seine zeichnenden Zeitgenossen. [2009?].
- Expressionismus – Auftakt zur Moderne in der Natur. Schünemann, Bremen 2008.
- Wilhelm M. Busch – Zeichner und Lehrer. Merlin-Verlag, Gifkendorf 2008.
- Der Erste Weltkrieg und die Kunst. Merlin-Verlag, Gifkendorf 2008.
- Alfred Kollmar. Städtische Galerie, Bietigheim-Bissingen 2007.
- Ich sehe eben anders. Donat, Bremen 2006.
- Künstlerkolonie Willingshausen (de). Verlag Atelier im Bauernhaus, Fischerhude 2006.
- TierARTen. Donat, Bremen 2006.
- 1905 – einhundert Jahre „Nordwestdeutsche Kunstausstellung“. Isensee, Oldenburg 2005.
- Claude Monet und sein Garten. Ellert und Richter, Hamburg 2004.
- Heinrich Vogeler im Ersten Weltkrieg. Donat, Bremen 2004.
- Hubertus Giebe, Akte. Merlin-Verlag, Gifkendorf 2004.
- Göttertage. Worpsweder Verlag, Bremen 2003.
- Carl Bantzer. Donat, Bremen 2002 / 2. korrigierte und erw. Aufl., Bremen 2003.
- Fritz Peyer – Photographien. Donat, Bremen 2002.
- Heinrich Giebel. Donat, Bremen 2001.
- Ludwig Knaus, der Zeichner. Merlin-Verlag, Gifkendorf 2001.
- Otto Ubbelohde. 2. veränderte Aufl., Lilienthal bei Bremen 1997,  (ISBN 3-922516-40-8).
- Otto Ubbelohde und Worpswede. Worpsweder Verlag, Worpswede 1984,  (ISBN 3-922516-32-7).
- Das Barkenhoff-Buch. Donat Verlag, Bremen 1989, erw. Neuauflage 2020,  (ISBN 978-3-943425-81-9).